# Josies II de Waldeck-Wildungen
Josies II de Waldeck-Wildungen (en alemany Josias von Waldeck-Wildungen) va néixer a Wildungen (Alemanya) el 31 de juliol de 1636 i va morir a Creta el 29 de juliol de 1669. Era un noble alemany, fill del comte Felip VII (1613-1645) i d'Anna Caterina de Sayn-Wittgenstein (1610-1690).
Josies va posar-se primer al servei de l'elector Frederic Guillem de Brandenburg, com a coronel d'infanteria el 1655, i l'any següent ja com a general va lluitar a Varsòvia. Després, el 1663 va participar amb l'exèrcit suec i va prendre part en la Guerra de Turquia.
Quan el duc Jordi Guillem de Brunsvic-Lüneburg va prendre possessió del govern del ducat del Principat de Lüneburg, Josies es va fer càrrec del comandament de les seves tropes. Amb un exèrcit de 3300 homes, a la tardor de 1668 es va dirigir cap a la República de Venècia assetjada pels turcs. El 6 de juliol de 1669 a Candia, a l'illa de Creta, va caure ferit de metralla, i va morir el 29 de juliol. El seu cos va ser enterrat primer a l'església de Santa Catalina a Candia i després tralladat a Wildungen.

## Matrimoni i fills
El 26 de gener de 1660 es va casar a Arolsen amb la comtessa Guillemina Cristina de Nassau-Siegen (1625-1707), filla de Guillem de Nassau-Siegen (1592-1642) i de Cristina d'Erbach (1596-1646). La parella va tenir set fills:
- Elionor Lluïsa, nascuda i morta el 1661.
- Guillem Felip, nascut i mort el 1662.
- Carlota Dorotea (1663-1664).
- Carlota Joana (1664-1699), casada amb el duc Joan Ernest IV de Saxònia-Coburg-Saalfeld (1758-1729).
- Sofia Guillemina, nascuda i morta el 1666.
- Maximilià Frederic (1667-1668).
- Guillem Gustau (1668-1669)